# Higgston
Higgston es un pueblo ubicado en el condado de Montgomery en el estado estadounidense de Georgia. En el censo de 2000, su población era de 316.

## Demografía
En el 2000 la renta per cápita promedia del hogar era de $28,854, y el ingreso promedio para una familia era de $29,896. El ingreso per cápita para la localidad era de $13,797. Los hombres tenían un ingreso per cápita de $26,250 contra $21,250 para las mujeres.

## Geografía
Higgston se encuentra ubicado en las coordenadas 32°13′2″N 82°28′2″O / 32.21722, -82.46722 (32.217330, -82.467332).
Según la Oficina del Censo, la localidad tiene un área total de 8,2 km² (3,2 mi²), de la cual 8,2 km² (3,2 mi²) es tierra y 0 km² (0 mi²) (0.00%) es agua.